# Жослен, Карл
Карл Жосле́н (нем. и фр. Karl Jauslin; 21 мая 1842, Муттенц — 13 октября 1904, там же) — швейцарский художник.

## Биография
Родился 21 мая 1842 в Муттенце, кантон Базель-Ланд, Швейцария в семье военного Йоханнеса Жослена. В юности работал строительным и фабричным рабочим, после чего был нанят базельским художником-оформителем Бернгардом Томменем (нем. Bernhard Thommen) в качестве подмастерья. Попутно проходил вечернее обучение в базельской Школе рисования и ваяния (нем. Zeichnungs- und Modellierschule). Во время Франко-прусской войны 1870—1871 годов делал фронтовые зарисовки для штутгартского издателя Эдуарда Халльбергера. С 1871 по 1874 годы обучался в Штуттгартской художественной школе. С 1874 года работал рисовальщиком и продолжал обучение в Вене. С 1876 году проживал в своём родном Муттенце. К 400-й годовщине битвы при Муртене изготовил живописную панораму длиной 8,5 метров. В дальнейшем работал иллюстратором календарей и книг, среди которых Die Gründung der Eidgenossenschaft Якоба Куони (1891). В 1896 году исполнил серию рисунков, посвящённой швейцарской истории. Умер в Муттенце 13 октября 1904 года.

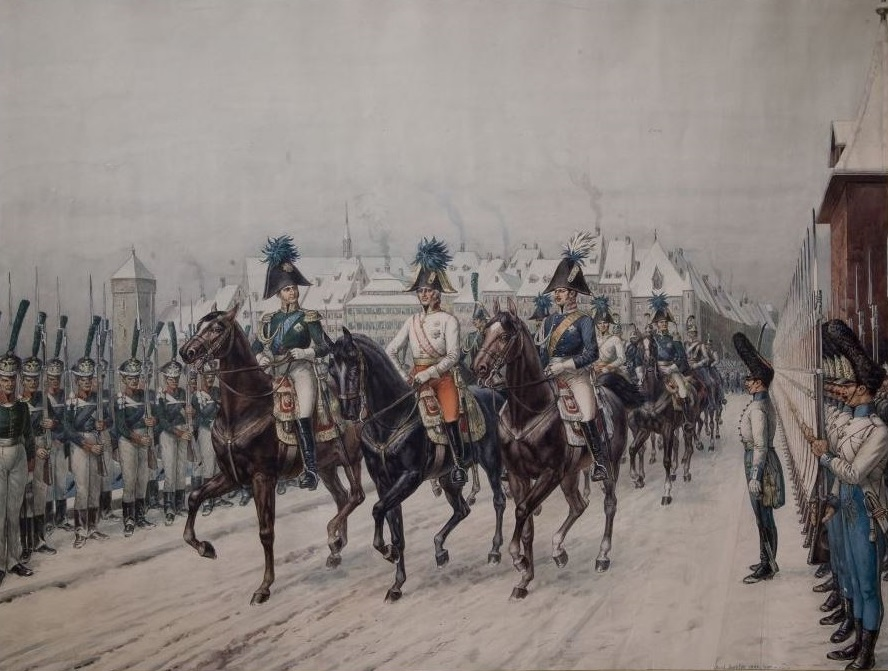
Вход союзных войск в Базель в 1813 году
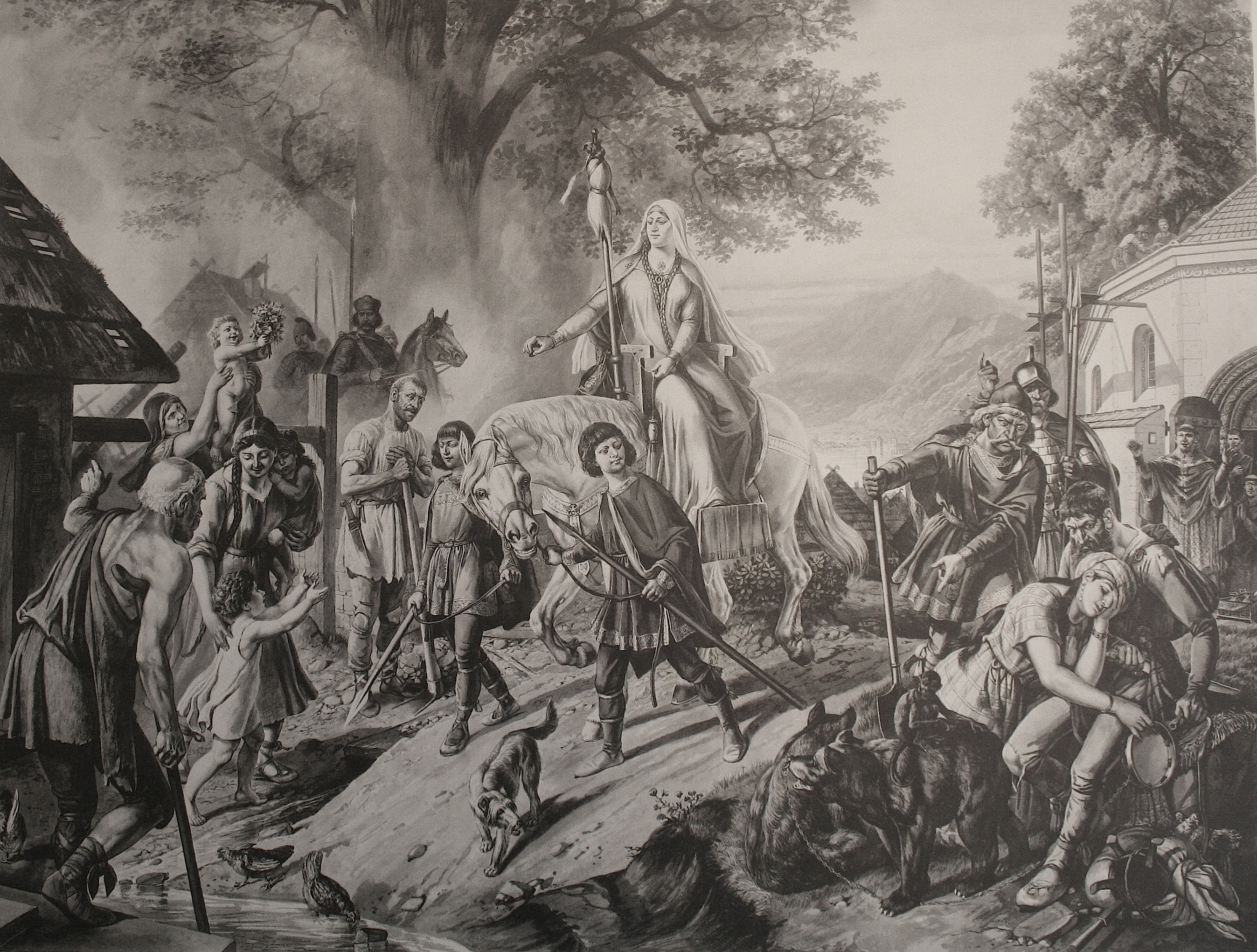
Берта Бургундская
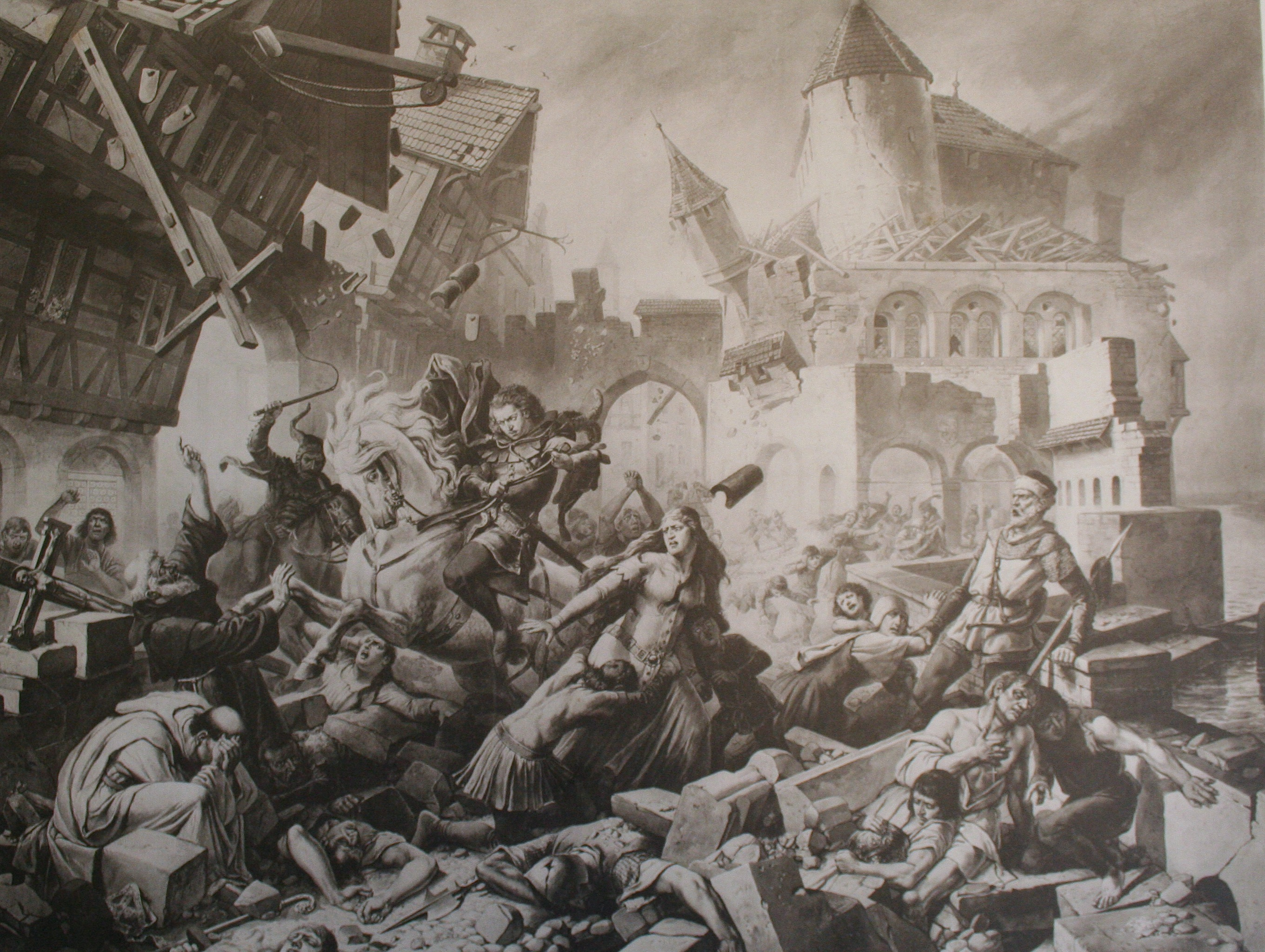
Базельское землетрясение